# Santa Maria Madalena
Santa Maria Madalena là một đô thị thuộc bang Rio de Janeiro, Brasil. Đô thị này có diện tích 815,591 km², dân số năm 2007 là 10200 người, mật độ 12,5 người/km².